# فهد المطيري
فهد بن عبد الله المطيري (1 يناير 1971 -) هو ممثل وقارئ القرآن سعودي.

## مسيرته وسيرته
من أبرز الممثلين في الإعلام المحافظ، وكانت بدايته قبل الظهور التلفزيوني من خلال فرقة ترانيم للترفيه والإنشاد أسسها مع مجموعة من زملائه، ذلك بدأ في الظهور التلفزيوني سنة 1426 هـ.

## أعماله
- فيلم أنفلونزا الأسهم سنة 1426 هـ من إخراج : محمد المحيميد
- مسلسل مطبات 1 سنة 1427 هـ من إخراج : محمد المحيميد
- مسلسل مطبات 2 سنة 1428 هـ من إخراج : محمد المحيميد
- مسلسل غبار الهجير 1 سنة 1429 هـ من إخراج : محمد المحيميد
- مسلسل غبار الهجير 2 سنة 1430 هـ من إخراج : محمد المحيميد
- مسلسل ظل الجزيرة 1 سنة 1431 هـ من إخراج : محمد المحيميد
- مسلسل العريش سنة 1432 هـ من إخراج : محمد المحيميد
- مسلسل ظل الجزيرة 2 سنة 1434 هـ من إخراج : محمد المحيميد
- مسلسل مطبات 3 سنة 1434 من إخراج : محمد المحيميد
- مسلسل مطبات 4 سنة 1434 من إخراج : محمد المحيميد
- مسلسل مرسال عقيل سنة 1435 من إخراج: محمد المحيميد
- مسلسل سنين 1436 من إخراج: محمد المحيميد
- مسلسل قوافل 1437 من إخراج: محمد المحيميد
- مسلسل وادي الرحى 1439 من إخراج: محمد المحيميد
- مسلسل قبل الهاوية 1440 من إخراج: محمد المحيميد
- مسلسل هدنة 1442 من إخراج: طارق الدغيّم